# Gedenkstätte 11. 11. 2000

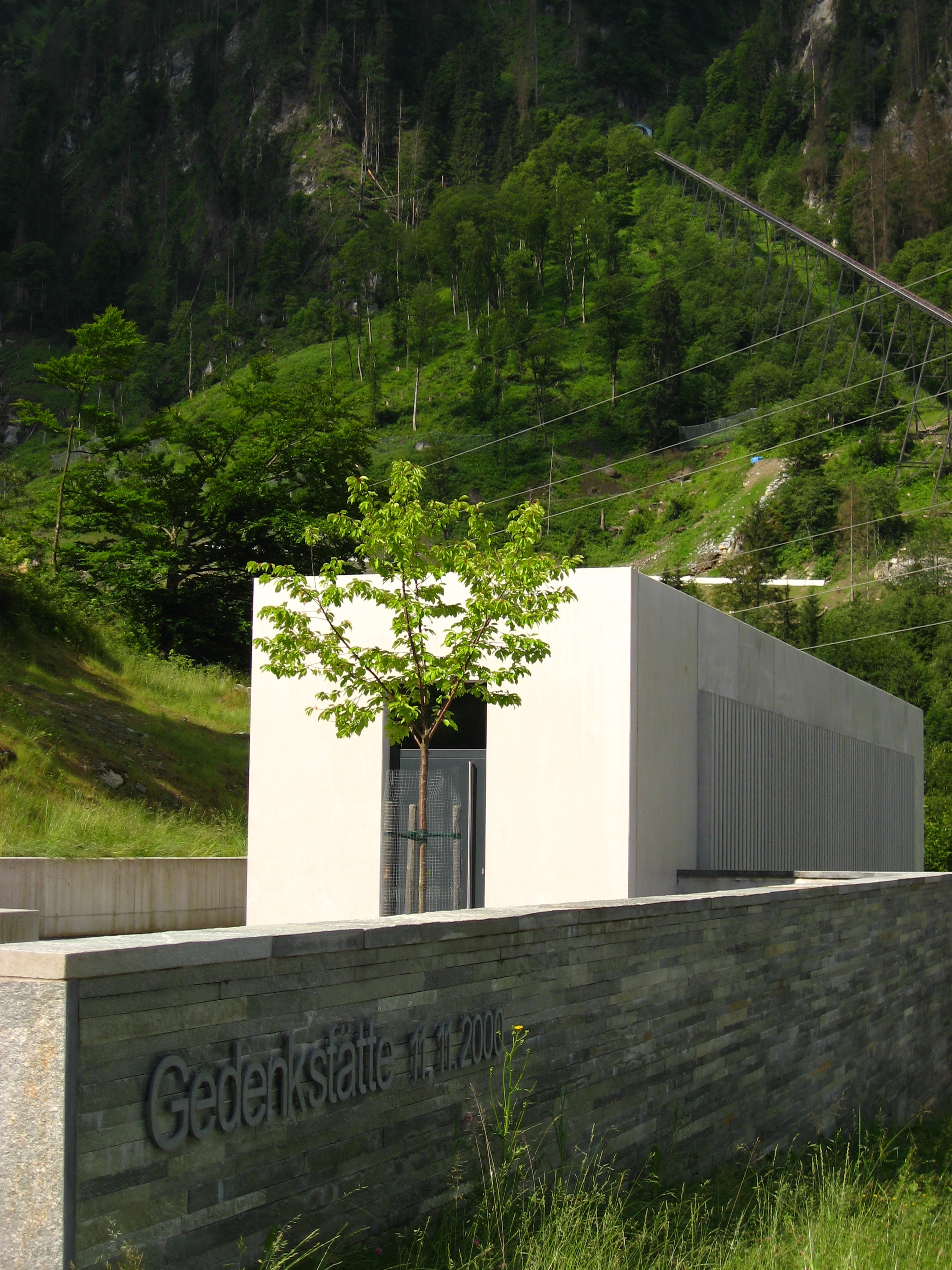
Die Gedenkstätte 11. 11. 2000 in Kaprun

Die Gedenkstätte 11. 11. 2000 in Kaprun, einer Gemeinde im Pinzgau des Landes Salzburg, erinnert an die Toten der Brandkatastrophe der Gletscherbahn Kaprun 2. Sie wurde als überkonfessioneller Gedenkraum vom deutschen Architekten Anton Michael geplant.

## Lage
Die Gedenkstätte steht im Süden der Gemeinde von Kaprun auf einer Seehöhe von etwa 930 m ü. A. Sie steht in der Kesselfallstraße bei den Parkplätzen der Talstation der Gletscherbahn Kaprun.

## Geschichte
Am 11. November 2000 kam es in einem Tunnel zu einem Brand eines der Züge der Gletscherbahn Kaprun 2. In der bis dahin größten Katastrophe Österreichs seit dem Zweiten Weltkrieg kamen 155 Menschen aus acht Nationen ums Leben. Im Dezember 2001 wurde die Arbeitsgruppe Gedenkstätte Kaprun gegründet, welche sich mit Vertretern für die über 400 Hinterbliebene der Opfer und der Gemeinde Ideen für die Umsetzung einer Gedenkstätte sammelte. Zwischen Dezember 2001 und Juni 2003 kamen die Mitglieder der Arbeitsgruppe mehrmals zusammen. Dabei wurde bei der Ideensuche Rücksicht auf die unterschiedlichen Religionen der Opfer genommen und es wurde beschlossen kein Mahnmal zu errichten und keine internationale Ausschreibung zu tätigen. Die Mitglieder konnten sich schließlich in einer Umfrage für eine der Ideen entscheiden. Dabei gewann der Entwurf des aus Rimsting stammenden Architekten Anton Michael.
Am 17. Mai 2004 wurde mit dem Bau der Gedenkstätte begonnen. Die finanziellen Mittel stammten dabei zu je einem Drittel von der Republik Österreich, dem Land Salzburg sowie der Gemeinde Kaprun. Die Einweihung des Gebäudes erfolgte schließlich am 11. November 2004 durch den Salzburger Erzbischof Alois Kothgasser und der Superintendentin Luise Müller.

## Beschreibung

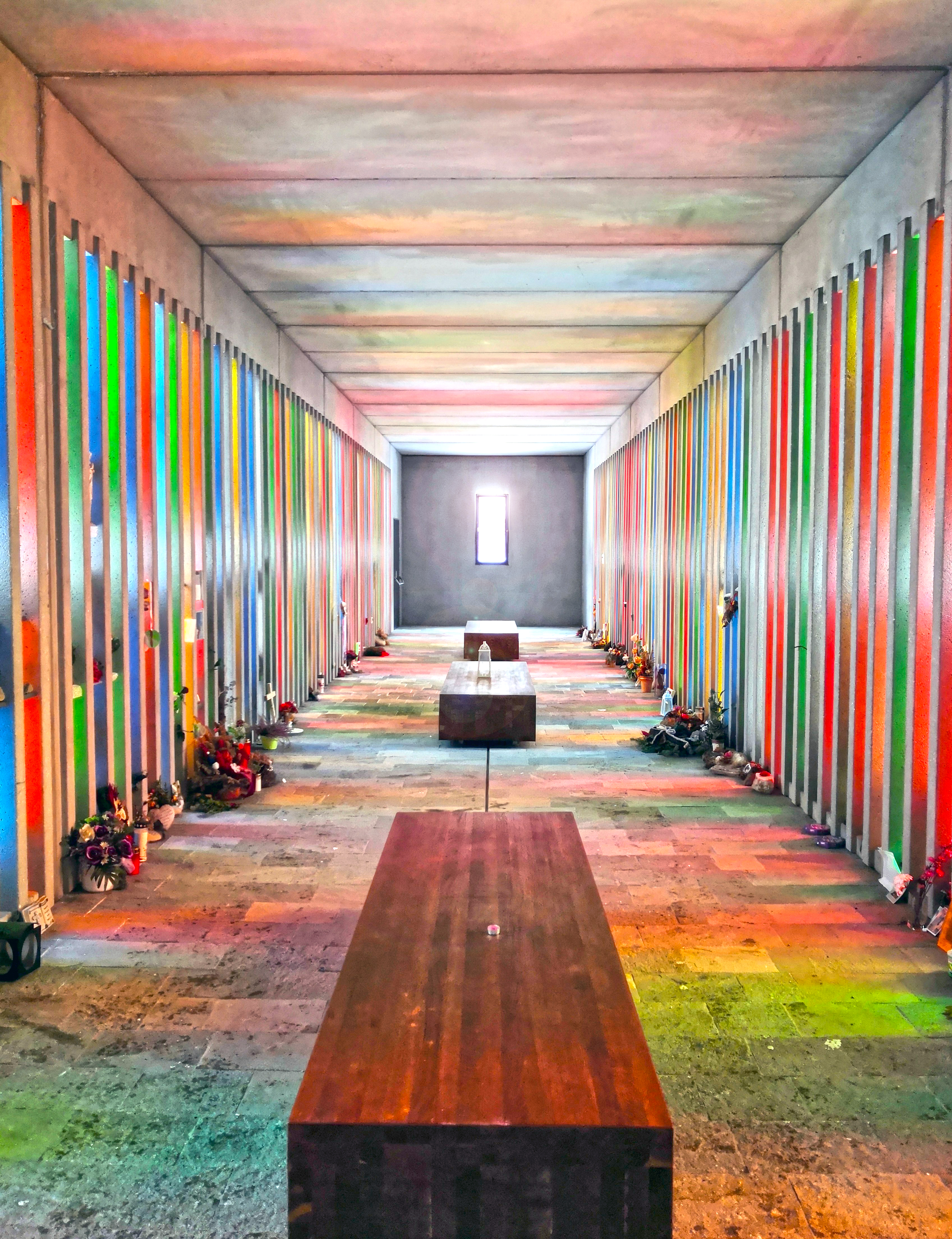
Blick in das Innere der Gedenkstätte

Das Gebäude der Gedenkstätte ist ein einfacher, langgestreckter Betonbau mit rechteckigem Grundriss dessen Gestaltung an einen Zug der Gletscherbahn erinnern soll. Die Außenwände sind aus Sichtbeton die auf einem Sockel aus Naturstein aufsitzen. Die Längsseiten sind 26,1 Meter lang und werden durch 155 schmale und 3,2 Meter hohe Lamellen aus Beton gegliedert. Die beiden Breitseiten des Gebäudes sind jeweils 4,6 Meter breit und 4,86 Meter hoch.
Durch eine Tür an der Ostseite gelang man in einen Vorraum der als Windfang funktioniert. An einer der Wände des Vorraumes hängt eine Gedenktafel. Durch zwei Durchgänge gelangt man vom Vorraum in den Andachtsraum. An den beiden Längswänden des Andachtsraums befinden sich insgesamt 155 schmale Glasfenster. Jedes Glasfenster ist 14 Zentimeter breit, hat eine andere Farbe und ist mit einem Namen der Opfer beschriftet. Die Glasfenster werden durch schmale Pfeiler oder Lamellen voneinander getrennt. An der Westmauer befindet sich ein einfaches Rechteckfenster durch das man auf den Tunnel blicken kann an dem die Katastrophe passierte. In der Mitte des Raumes sind hölzerne Sitzbänke aufgestellt.
Der von einer niedrigen Sitzmauer aus Naturstein gerahmte Platz vor der Gedenkstätte ist mit 155 Steinplatten ausgelegt. Diese Platten sind so angeordnet das ein Platz für einen Kirschbaum, als Symbol der Hoffnung frei bleibt.
Am Vorplatz wird jedes Jahr am 11. November um 9 Uhr, dem Zeitpunkt des Unglücks, ein ökumenischer, also konfessionsübergreifender Gottesdienst abgehalten.